# Ari Ahonen
Ari Ahonen (ur. 6 lutego 1981 w Jyväskylä) – fiński hokeista, reprezentant Finlandii.

## Kariera
- JYP U16 (1995–1995)
- JYP U18 (1996–1999)
- JYP U20 (1998–1999)
- HIFK U20 (1999–2001)
- HIFK U20 (1999–2001)
- Albany River Rats (2001–2006)
- Blues (2006)
- Jokerit (2006–2007)
- Frölunda HC (2007–2009)
- KalPa (2009–2011)
- Mietałłurg Magnitogorsk (2011–2013)
- Barys Astana (2013-2014)
- Admirał Władywostok (2014)
- Ässät (2015–2017)
- Herning Blue Fox (2017-2018)

Wychowanek klubu Diskos w rodzinnym mieście. Od 1995 do 1999 był zawodnikiem innego klubu z Jyväskylä, tj. JYP, jednak występował jedynie w zespołach juniorskich. W drafcie NHL z 1999 został wybrany przez New Jersey Devils. W latach 2001–2006 przebywał w USA i rozegrał w tym czasie pięć sezonów w zespole farmerskim, w lidze AHL. Nie zadebiutował w rozgrywkach NHL. W 2006 powrócił do Europy, po czym rozegrał dwa sezony w rodzimej SM-liiga, dwa w szwedzkiej Elitserien, następnie ponownie dwa lata w Finlandii. Od listopada 2011 do 30 kwietnia 2013 zawodnik Mietałłurga Magnitogorsk w rosyjskiej lidze KHL. Od czerwca 2013 zawodnik kazachskiego klubu Barys Astana. Od sierpnia do połowy października 2014 zawodnik Admirała Władywostok. Od kwietnia 2015 zawodnik Ässät. W 2017 przeszedł do duńskiego Herning Blue Fox.

## Sukcesy
Reprezentacyjne
- Złoty medal mistrzostw świata juniorów do lat 18: 1999
- Srebrny medal mistrzostw świata juniorów do lat 20: 2001

Klubowe
- Srebrny medal mistrzostw Finlandii: 2007 z Jokeritem
- Srebrny medal mistrzostw Danii: 2018 z Herning Blue Fox

Indywidualne
- Mistrzostwa świata do lat 18 w hokeju na lodzie mężczyzn 1999:
  - Pierwsze miejsce w klasyfikacji średniej goli straconych na mecz: 1,32
  - Pierwsze miejsce w klasyfikacji skuteczności interwencji: 94,9%
  - Skład gwiazd turnieju
  - Najlepszy bramkarz turnieju[9]
- Mistrzostwa świata do lat 20 w 2001:
  - Skład gwiazd turnieju
- KHL (2011/2012):
  - Czwarte miejsce w klasyfikacji skuteczności interwencji w sezonie zasadniczym: 92,9%
  - Najlepszy bramkarz miesiąca - grudzień 2011